# Ep Photovoltaik
ep Photovoltaik ist eine deutschsprachige Fachzeitschrift für Elektrofachkräfte in Handwerk und Industrie sowie in Planungs- und Ingenieurbüros. Sie wird herausgegeben vom Berliner Verlag Huss-Medien.
Die Zeitschrift erschien ab Februar 2008 zunächst unter dem Titel ep Photovoltaik aktuell zweimonatlich als Beilage des Fachmagazins Elektropraktiker (ep) und wurde ausschließlich mit diesem versandt. Seit der Ausgabe 1/2-2009 konnte die ep Photovoltaik unabhängig von einem ep-Abonnement bezogen werden.
Zusätzlich zu den deutschsprachigen Ausgaben kamen in den Jahren 2011 und 2012 drei Sonderhefte auf Englisch auf den Markt. Als Folge der Krise in der Solarindustrie reduzierte der Verlag 2013 die Erscheinungsweise auf vier Titel im Jahr. 2014 erschien lediglich ein Heft der ep Photovoltaik, die anderen geplanten Ausgaben wurden als Sonderteile im Muttertitel Elektropraktiker veröffentlicht. Seit 2015 gibt es jährlich ein Special im Vorfeld der Fachmesse Intersolar Europe.

## Zielgruppen und Schwerpunkte
Die Zeitschrift bedient den sogenannten B2B-Markt und ist nicht auf den Endverbraucher ausgerichtet. Der inhaltliche Fokus liegt auf der Planung, Installation und Instandhaltung von netzgekoppelten Photovoltaikanlagen und Inselsystemen. Weitere Schwerpunkte befassen sich mit der Systemtechnik von Solarstromanlagen, den erforderlichen Schutzmaßnahmen, der Arbeitssicherheit sowie mit rechtlichen und betriebswirtschaftlichen Fragen.